# Enseigne (grade militaire)
Pour les articles homonymes, voir Enseigne.
L'enseigne — nom qui est issu du latin insignia, substantif féminin, du latin classique insigne : « marque distinctive, insigne ; enseigne » — est celui ou celle qui avait la charge de porter le drapeau. C'est un grade militaire, devenu par la suite un grade d'officier de marine subalterne de la Marine en France et au Canada, qui est immédiatement en dessous de celui de lieutenant de vaisseau. 

## Allemagne et Autriche

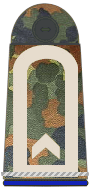
Bundeswehr (épaulette de l'armée de terre)
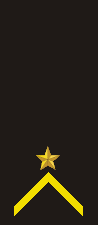
Deutsche Marine
Fähnrich (Première Guerre mondiale)
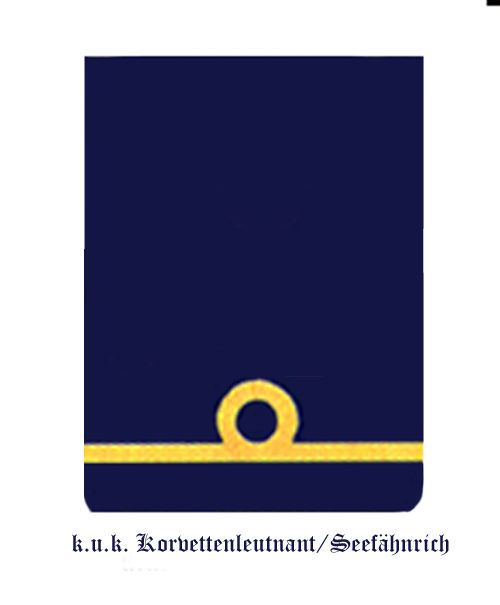
k.u.k. Kriegsmarine Seefahnrich (Première Guerre mondiale)
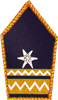
Österreichisches Bundesheer patte de col (collet)

Enseigne, en allemand Fähnrich, est un grade allemand et autrichien d'officier en formation. Un aspirant allemand (Offizieranwärter) sert dans les rangs, d'abord comme un agent du rang subalterne, puis dans les classes suivantes de sous-officier: Dans la Bundeswehr il sert comme Fahnenjunker (équivalent de Unteroffizier, approximatif de sergent), Fähnrich (équivalent de Feldwebel, approximatif de sergent-chef) et Oberfähnrich (équivalent deHauptfeldwebel, approximatif d'adjudant). Finalement l'aspirant devient Leutnant, un officier.
Le mot vient de « Fähnrich », un ancien titre militaire allemand pour Fahnenträger (littéralement : porte-drapeau). Le terme de « Fähnrich » est devenu un grade militaire distinct le 1er janvier 1899.

### Prusse
Dans la milice prussienne, l'enseigne correspondait au grade intermédiaire entre le sergent-major et le sous-lieutenant.

## Espagne

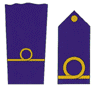
Alférez de fragata de la Armada española.
Alférez

Dans l'Armée de terre espagnole, les militaires issus des académies pour officiers sont nommés alférez, grade militaire d'officier subalterne immédiatement au-dessous de celui de teniente, le rang obtenu après un an de service effectif. 
Aussi, les étudiants des académies militaires, au cours des dernières années, avaient le rang de alférez, avec le titre "caballero alférez cadete" ou "caballero alférez alumno".
Au même temps, l'équivalent dans la Marine espagnole est l'alférez de fragata.

### Enseigne provisoire
Pendant la guerre civile espagnole, il y avait un besoin urgent d'officiers pour commander les troupes nationalistes. Ainsi furent créées les enseignes provisoires qui, après une courte période d'instruction, se transformaient en chefs de section et pouvaient accéder au grade de lieutenant pour faits de bravoure au combat. La moyenne de vie de ces enseignes était assez courte et a fait l'objet de nombreuses railleries.
Pendant la guerre civile espagnole, le terme d'« enseigne provisoire » est associé immédiatement aux tribulations vécues en Espagne pendant les jours cruels de la guerre civile. Effectivement, du fait des pertes considérables qui se produisaient dans le corps des officiers du commandement nationaliste, au fur et à mesure que le conflit se durcissait et se prolongeait, on dut recourir à des étudiants et des volontaires qui suppléèrent, au moins occasionnellement, aux officiers de carrière. Le Comité de Défense national (Junta de Defensa Nacional), installé à Burgos, publiait son décret numéro 94 au mois de septembre 1936, instituant le concept de l'enseigne provisoire. De cette manière, l'objectif était de créer des officiers improvisés qui remédieraient, presque sur-le-champ, à la raréfaction des échelons de commandement intermédiaires nécessaires au bon fonctionnement d'une armée. On les dénomma provisoires parce que l'engagement était limité à la durée de la campagne. De vieux couvents, d'antiques palais et diverses casernes furent utilisés comme académies à Burgos, Séville, Grenade, Fuencaliente, Ávila, Pampelune et Dar Riffien (Tétouan, Maroc).

## États-Unis

Ensign, United States Navy
Ensign, United States Coast Guard

Les grades d'Ensign et de Cornet ont été supprimés dans l'armée des États-Unis en 1815 (Army Organization Act).
Dans la Marine des États-Unis, le grade d'Ensign a remplacé celui d'aspirant de marine en 1862. Il s'agit du premier grade d'officier subalterne dans la Marine, dans la Garde côtière, dans la National Oceanic and Atmospheric Administration Commissioned Corps et dans le Public Health Service Commissioned Corps (en). Il est situé en dessous (subordonné) du lieutenant junior grade et équivaut à celui de sous-lieutenant dans l'armée, dans le  Marine Corps, et dans la Force aérienne.
Selon son statut d'officier de ligne avec ou sans restriction, un "enseigne" peut être affecté à bord d'un bâtiment, soit directement après avoir été admis à servir, soit après avoir reçu une formation de spécialité de un à deux ans, avant de se présenter à une unité opérationnelle. Les enseignes qui deviennent des chefs de service sont appelés à diriger un groupe d'officiers et de marins dans l'une des divisions du navire (par exemple, d'ingénierie ou de navigation), tout en recevant en même temps une formation sur le tas dans le leadership, les systèmes navals, les programmes, et la gestion du personnel pour les marins engagés et pour d'autres officiers.
Dans la Marine et la Garde côtière, les enseignes portent un insigne de col composé d'une barre  dorée unique et partagent de ce fait le surnom de « butterbars » avec les officiers (du grade de en:Second lieutenant) qui portent des insignes semblables dans l'US Army et la US Air Force et dans le Corps des Marines.

## France
Les enseignes étaient des officiers chargés de porter le drapeau d'une compagnie d'infanterie, ou l'étendard d'une compagnie de cavalerie. On les a appelés également porte-enseignes.
Dans l'infanterie c'étaient des sous-officiers, ils tenaient le même rang que celui de cornette dans la cavalerie française de l’Ancien Régime. 
Initialement, les prévôts des bandes françaises avaient rang et paye d'enseigne. Le titre a été aboli en 1762, hormis dans les Gardes Françaises.
Il a existé, dès 1444, des enseignes à l’origine des premières bandes agrégatives, mais ce grade n'est fondé légalement que depuis l’institution les légions de François Ier puis par l'ordonnance du 26 mai 1527.
Au début du XVIIe siècle les enseignes de régiments sont créées, divisés en deux rangs: l' enseigne à pique et, subordonné à lui, l' enseigne à drapeau. Ce dernier portait le drapeau déployé pendant la bataille, tandis que un bas-officier avec la fonction du porte-drapeau portait le drapeau roulé en marche. Au XVIIIe siècle, on a estimé qu'il était inutile de confier cette tâche à un gentilhomme, qui devrait mieux assumer une fonction de commandement. Dès lors, par l'ordonnance du 10 décembre 1762, les deux grades d'enseigne ont été abolis et remplacé par celui de sous-lieutenant. En même temps, la fonction de porte-drapeau est convertie en grade régulier et désormais attribuée à un bas-officier méritant. Le grade du porte-drapeau se classait le dernier sous-lieutenant, mais fut supprimé par l'ordonnance du 1er avril 1791. Le terme porte-drapeau décrivant maintenant seulement une fonction qu'occupaient sous-lieutenants ou sergent-majors.

## Marine
C’est un grade d'officier subalterne de la Marine nationale en France et au Canada. 
On distingue :
- l'enseigne de vaisseau de 1re classe : ce grade est équivalent au grade de lieutenant dans les autres forces armées ;
- l'enseigne de vaisseau de 2e classe : ce grade est équivalent au grade de sous-lieutenant dans les autres forces armées.

Aspirant Rang inférieur
Enseigne de vaisseau de 2e classe
Enseigne de vaisseau de 1re classe
Lieutenant de vaisseau Rang supérieur